# Moskovski kremlj
Moskovski kremlj (ruski: Московский Кремль) je najpoznatiji ruski kremlj; povijesno utvrđeno središte Moskve na malom brežuljku iznad rijeke Moskve blizu Crvenog trga. Uključuje četiri palače Kremlja, Katedralni trg s Crkvom Vasilija Blaženog, Aleksandrovski park i poznati obrambeni zid s tornjevima. Kremlj služi i kao službena rezidencija predsjednika Rusije. 
God. 1990., zajedno s Crvenim trgom, Moskovski kremlj je upisan na UNESCO-ov popis mjesta svjetske baštine u Europi kao mjesto koje je neodvojivo povezano s najvažnijim povijesnim i političkim događajima u Rusiji od 13. stoljeća nadalje.

## Odlike
Moskovski kremlj su od 14. do 17. stoljeća gradili izvrsni ruski, ali i strani arhitekti kao rezidenciju ruskog nadvojvode, ali i vjersko središte. Najstarija građevina je Granovita palača (Грановитая Палата) Ivana III. iz 1491. godine, koja je bila glavna dvorana za prijeme moskovskih careva. Na nju se veže palača kraljevske obitelji iz 16. stoljeća, Palača Terem, koja je obnovljena u 17. stoljeću. Obje su spojene s Velikom palačom (Большой Кремлёвский дворец) koju je dao izgraditi Nikola I. 1838. godine kao najveću građevinu u moskovskom kremlju. U njoj se nalaze sjajne dvorane za prijeme, ceremonijalno crveno stubište, privatne prostorije careva, ali i donji kat Crkve uskrsnuća Lazarevog iz 1393. godine, koja je najstarija građevina u Kremlju, ali i cijeloj Moskvi.
Zidine moskovskog kremlja, duge 2235 i visoke od 5 do 19 metara a debele od 3,5 do 6,5 m, su izgradili talijanski majstori od 1485. – 95. godine zatvorivši nepravilan trokutasti oblik površine od 275,000 m². Izvorno su imale 18 tornjeva kvadratičnog plana, ali su dodana još dva u 17. stoljeću. Najviši je Toranj Spaskaja (71 m) iz 1625. godine, a svi imaju krovove u obliku šatora od opeke.
Katedralni trg je srce moskovskog kremlja, a okružuje ga šest građevina, uključujući tri katedrale. 
Uspenska katedrala (posvećena štovanju Gospe) je dovršena 1479. godine kao glavna moskovska crkva gdje su krunjeni ruski Carevi. Njeno masivno pročelje iznad kojeg stoji pet zlatnih kupola dizajnirao je arhitekt Aristotele Fioravanti. U njoj su sahranjeni mnogi važni ruski metropoliti i patrijarsi. Katedrala Navještenja iz 1489. godine imala je izvorno tri pozlaćene kupole kojima je dodano još šest u 16. stoljeću. Na jugoistočnom kutu trga nalazi se mnogo veća, Katedrala sv. Arkanđela Mihovila (1508.) gdje su sahranjeni gotovi svi moskovski monarsi, od Ivana Kalite do Alekseja I. Tu su i dvije župne crkve moskovskih mitropola i patrijarha, Crkva dvanaest Apostola (1653. – 56.) i izvanredna Crkva polaganja Gospinog ogrtača koju su izgradili majstori iz Pskova od 1484. – 88., a koja je oslikana 1644. godine.
Zvonik Ivana Velikog iz 1600. godine, koji se nalazi na sjeveroistočnom kutu katedralnog trga, prema predaji ima oblik svijeće i označava središte Moskve. Visok je 81 metar i do Oktobarske revolucije bio je najviša građevina u gradu jer je bila zabranjena gradnja veće. Zvonik ima 21 zvono, a Carsko zvono (Царь-колокол), koje je najveće na svijetu, danas stoji na pijedestalu ispred tornja.
Na sjevernom kutu kremlja nalazi se Arsenal koji je 1701. godine izgrađen za Petra I. Velikog. Uz njega se nalazi neorenesansna oružarnica (Palača oružja) iz 1851. godine u kojoj je danas Muzej ruskog državnog znakovlja i dijamanata (Fundacija dijamanata), a koji je osnova iz kojega je nastao Muzej moskovskog kremlja. Muzej se sastoji od više građevina u kremlju:
- Kremljska oružarnica (Palača oružja, Оружейная палата)
- Fundacija dijamanata (Алмазный фонд)
- Katedrala Uznesenja (Успенский Собор)
- Katedrala Arhanđela (Архангельский собор)
- Katedrala Navještenja (Благовещенский собор)
- Rezidencija patrijarha i Crkva dvanaest apostola (Патриарший дворец и церковь Двенадцати апостолов)
- Crkva polaganja Gospina ogrtača (Церковь Ризоположения)
- Zvonik Ivana Velikog (Колокольня Ивана Великого)

- Saborni mauzolej
- Granovita palača
- Dvorana reda sv. Andrije u Velikoj palači
- Katedralni trg u 19. st.
- Katedrala Uznesenja
- Crkva dvanaest Apostola (1654.-56.)
- Crkva polaganja Gospina ogrtača (1484.-88.)
- Divovski Carski top
- Moskovski kremlj noću
- Palača oružja (Muzej moskovskog kremlja)
- Zvonik Ivana Velikog (desno) pored Katedrale Uznesenja (lijevo)
- Carsko zvono na pijedestalu ispred Zvonika Ivana Velikog
- Velika carska palača

## Vanjske poveznice
- Webstranica Kremlja (ruski)
- englisch  Arhivirana inačica izvorne stranice od 28. lipnja 2010. (Wayback Machine), engl., fotografije
- Webstranica ruskoga predsjednika (ruski), engl)